# 1,4-Cikloheptadien
1,4-Cikloheptadien je visoko zapaljivi cikloalken. Ovaj materijal se javlja kao bezbojna čista tečnost.